# علم الأعصاب الحوسبي
علم الأعصاب الحوسبي أو العلوم العصبية الحاسوبية (بالإنجليزية: Computational neuroscience) «تسمى أيضا علم الأعصاب النظري» هو علم يدرس نشاط الدماغ فيما يشبه تحليل المعلومات والخصائص التي تكون النظام العصبي. إنه علم عابر للتخصصات يربط الكثير من الحقول العلمية مثل علم الأعصاب، علم الإدراك، علم النفس، مع هندسة الكهرباء، علوم الحاسوب، الرياضيات والفيزياء.
العلوم العصبية الحاسوبية تختلف عن العلوم النفسية الارتباطية (الاتصالية) وغيرها من فروع نظريات التعلم مثل التعلم الآلي، والشبكات العصبونية الاصطناعية، الحسابي نظرية التعلم وذلك أنه يركز على حقيقة التوصيف الوظيفي والبيولوجي في الخلايا العصبية العصبونات (الأنظمة العصبية) وعلم ديناميكية وظائف الأعضاء. هذه النماذج تستمد السمات الأساسية من النظام البيولوجي في مقاييس مكانية وزمانية متعددة، من تيارات الأغشية الحيوية، البروتينات، والتفاعلات الكيميائية إلى شبكة التذبذبات، والبنية الطبوغرافية (المقصود توضع الخلايا والنسج العصبية بجوار بعضها البعض)، بالإضافة إلى التعلم والذاكرة.
هذه النماذج (نماذج رياضية يتم تطبيقها وتشغيلها عن طريق الحاسبوب) الحسابية المستخدمة توضع إطار الفرضيات التي يمكن أن تكون مباشرة ويتم اختبارها عن طريق التجارب البيولوجية أو النفسية. الادعاء المطروح في هذا العلم أن نستطيع صناعة برنامج يحاكي الدماغ أو ناحية في الدماغ تؤدي وظيفة محددة.

## التاريخ
عرض إريك L. شوارتز مصطلح "علم الأعصاب الحاسوبية"، حيث نظم المؤتمر، الذي عقد في عام 1985 في الكرمل ، كاليفورنيا، بناء على طلب من أنظمة مؤسسة التنمية وتقديم ملخص الوضع الحالي الميداني التي كانت حتى تلك المرحلة كان المشار إليه من قبل مجموعة متنوعة من الأسماء، مثل النمذجة العصبية في الدماغ نظرية الشبكات العصبية. وقائع هذه الجلسة التعريفية نشرت في 1990 الكتاب علم الأعصاب الحاسوبية. فتح أول اجتماع دولي يركز على الحاسوبية علم الأعصاب نظمته جيمس إم باور وجون ميلر في سان فرانسيسكو ، كاليفورنيا في عام 1989 واستمر سنويا منذ الاجتماع السنوي للجهاز العصبي المركزي. أول خريج برنامج تعليمي في علم الأعصاب الحاسوبي كان في معهد كاليفورنيا للتكنولوجيا عام 1985 تحت مسمى دكتوراة في الحاسوبية والأنظمة العصبية.

## المواضيع الرئيسية
البحث في علم الأعصاب الحاسوبي يمكن يتم تصنيفها تقريبا إلى عدة خطوط بحثية. معظم  علماء الأعصاب الحاسوبية يتعاونون بشكل وثيق مع التجريبيون في تحليل البيانات غير المألوفة ووضع النماذج الجديدة عن الظواهر البيولوجية.

### نمذجة عصبون وحيد
حتى الخلايا العصبية المنفردة لها خصائص بيوفيزيائية معقدة ويمكنها إجراء عمليات حسابية (على سبيل المثال المرجع ). يعتمد نموذج هودجكين-هاكسلي فقط على تيارين كهربائيين يتم تعديلهما بالجهد الكهربائي، تعبر هذه التيارات الكهربائية عبر القنوات الأيونية الحساسة للجهد، وهي جزيئات بروتينات سكرية تمتد عبر طبقة ثنائية الدهون في جدار الخلية، مما يسمح للأيونات بالعبور تحت ظروف معينة من خلال غشاء المحوار. التياران الأساسيان في هذا النموذج هما تيار الصوديوم الكهربائي السريع المفعول، وتيار البوتاسيوم ذو الاتجاهية الداخلية. على الرغم من نجاح نموذج هودجكين-هكسلي في التنبؤ بتوقيت جهد الفعل وسماته النوعية، لكن النموذج فشل بالتنبؤ بعدد من السمات المهمة في عمل الأعصاب مثل التكيف وتفاعل التيارات المنبهة والمثبطة. يعتقد العلماء حالياً بوجود مجموعة واسعة من التيارات المعدّلة بالجهد. وتعتبر الأبحاث المتعلقة بالتفاعلات الديناميكية لهذه التيارات مع تعديلاتها المختلفة وحساسياتها المتغيرة من المواضيع المهمة في علم الأعصاب الحسابي.